# 매니아DB
매니아DB는 류형규와 박진건이 세운 디지털 데이터베이스이다. 또한 매니아DB는 앨범, 곡, 뮤지션 등 사이트 내의 자료는 순수한 음악수집가들의 재능기부로 만들어지며, 앨범, 곡, 뮤지션 등의 정보를 오픈API 형태로 공개한다. 그리고 2013년 7월 15일에는 다음세대재단에서 개최하는 'e하루616 디지털 유산 어워드'에서 본상을 수상했다.